# Keratella cochlearis
Keratella cochlearis (auch Facetten-Rädertier genannt) ist eine Art aus der Gattung Keratella aus dem Stamm der Rädertiere (Rotatoria). Der Name 'Facetten-Rädertier' bezieht sich auf die mehrfach unterteilte Lorica (Panzer). Das Rädertier ist planktisch in Seen sowie im marinen Bereich weit verbreitet. Wie von Robert Lauterborn beschrieben, zeigt K. cochlearis Cyclomorphose: Im Sommer findet man in Seen unbedornte, im Herbst und Frühjahr bedornte Formen.

## Unterarten
- K.c. cochlearis
- K.c. faluta
- K.c. hispida
- K.c. robusta
- K.c. tecta (K. tecta)

## Ähnliche Arten
- Keratella irregularis
- Keratella ticinensis